# Белозерская уставная грамота
Белозерская уставная грамота — правовой акт 1488 года, принятый после вхождения Белозерского княжества в виде наместничества в состав Русского государства двумя годами ранее. Памятник завершающего этапа кодификации русского права и образец политики Ивана Великого по интеграции новоприсоединённых земель. Некоторые нормы Белозерской уставной грамоты нашли применение в первом общерусском Судебнике 1497 года.
Белозерская уставная грамота, состоявшая из 23 статей, представляла собой сборник процессуального, административного и гражданского законодательства и действовала на территориях Белозерской земли в конце XV — начале XVI веков. Первая часть грамоты посвящена распределению полномочий между княжеской администрацией и местными органами власти, определялся порядок судопроизводства, в том числе в случае душегубства. Были установлены права белозерских торговых людей и размеры взимаемых с них торговых пошлин.